# Systemteori
Systemteori är det ämnesövergripande vetenskapliga studiet av system i allmänhet. Målet är att beskriva principer, som kan tillämpas på alla typer av system på olika nivåer och inom olika vetenskaper. I systemteoretiska sammanhang används ordet ’system’ specifikt med syftning på självreglerande system, det vill säga system som korrigerar sig själva genom återkoppling. Ett system är inom denna referensram sammansatt av grupper av aktiviteter som regelmässigt berör eller påverkar varandra. Självreglerande system finns förutom i många teknologiska tillämpningar också i naturen, till exempel i de fysiologiska systemen i vår kropp, i psykologiska inlärningsprocesser, i lokala och globala ekosystem, samt i klimatet. 
Systemteori kan betraktas som en specialisering och precisering av systemtänkande eller en generalisering av systemvetenskap. Själva termen har sitt ursprung i den generella systemteori som Ludwig von Bertalanffy utarbetade med utgångspunkt från biologins område, och som senare vidareutvecklades inom sociologin av Talcott Parsons och Niklas Luhmann.   
Systemteorins tvärvetenskapliga karaktär gör att principer sammanförs från många vetenskapsområden, så som vetenskapsteori, fysik, informatik, biologi, ekologi, ingenjörsvetenskap, geografi, sociologi, autopoiesis, statsvetenskap, ekonomi, psykologi och filosofisk ontologi. Matematisk analys av dynamiska system och kaosteori är grenar av matematiken som utnyttjas systemteoretiskt.
Det ligger i systemteorins karaktär att teorin utvecklas genom analys av de system som studeras. När systemteoretiska begrepp och principer tillämpas inom olika vetenskaper medför detta också att teorin utvecklas och prövas. Inom ekologin har bland andra Howard T. Odum, Eugene Odum och Fritjof Capra arbetat med systemteori. Karl W. Deutsch förnyade den statsvetenskapliga metodologin med hjälp av systemteori. Ilya Prigogine studerade emergens och komplexa system inom kemin och fick Nobelpriset för detta år 1977. Inom arkeologin införde David Leonard Clarke kvantitativ metodik baserad på systemteori. Peter Senge är en systemteoretiker inom organisationsteorin.